# Saint-Léger-des-Aubées
Saint-Léger-des-Aubées ist eine französische Gemeinde mit 257 Einwohnern (Stand: 1. Januar 2022) im Département Eure-et-Loir in der Region Centre-Val de Loire; sie gehört zum Arrondissement Chartres und zum Kanton Auneau.

## Geographie
Saint-Léger-des-Aubées liegt etwa 19 Kilometer ostsüdöstlich von Chartres. Die Voise begrenzt die Gemeinde im Nordwesten. Umgeben wird Saint-Léger-des-Aubées von den Nachbargemeinden Roinville im Norden, Aunay-sous-Auneau im Nordosten, La Chapelle-d’Aunainville im Osten, Denonville im Südosten, Santeuil im Süden, Voise im Westen und Südwesten sowie Béville-le-Comte im Westen und Nordwesten.

## Bevölkerung
| Jahr                       | 1962 | 1968 | 1975 | 1982 | 1990 | 1999 | 2006 | 2018 |
| Einwohner                  | 234  | 205  | 192  | 232  | 242  | 237  | 245  | 263  |
| Quellen: Cassini und INSEE |      |      |      |      |      |      |      |      |

## Persönlichkeiten
- Honoré Laval (1808–1880), Missionar

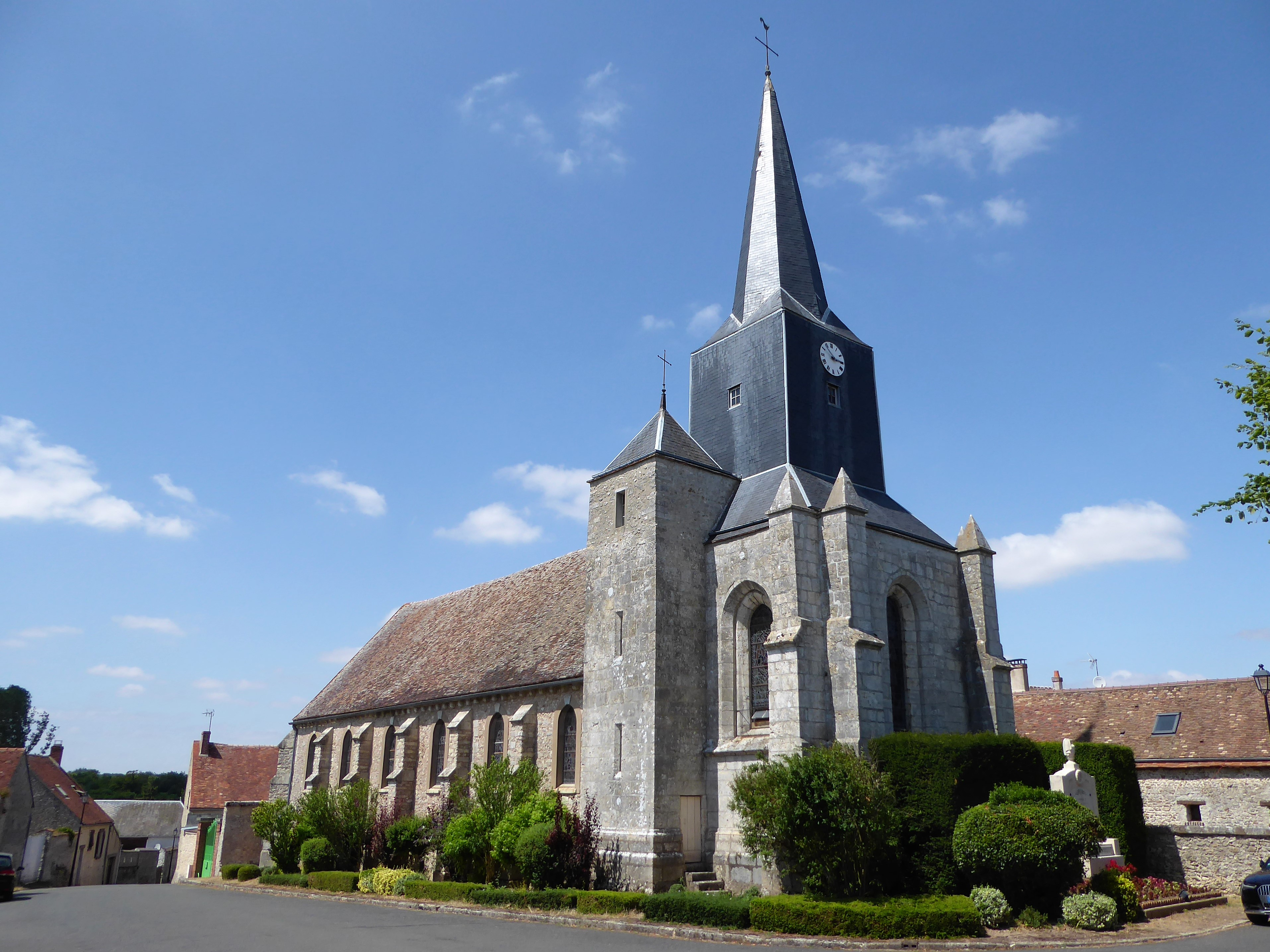
Kirche Saint-Léger